# لوچو بارسا
لوچو بارسا (انگلیسی: Lucio Barroca؛ زادهٔ ۳۰ مهٔ ۱۹۹۳) بازیکن فوتبال است.